# 이윤보다 인민
이윤보다 인민 우선연합(영어: People Before Profit Alliance, 약칭 PBPA)은 북아일랜드의 트로츠키주의 정당으로 2005년에 창당하였다.